# Alessandro Striggio (v. 1573-1630)
Pour les articles homonymes, voir Alessandro Striggio.
Ne doit pas être confondu avec son père Alessandro Striggio (vers 1540-1592)
Alessandro Striggio (né v. 1573 à Mantoue et mort le 14 juin 1630 à Venise) est un poète italien de la fin du XVIe siècle et du début du XVIIe siècle, qui fut l'un des premiers librettistes d'opéra. 

## Biographie
Fils d'Alessandro Striggio, il est connu pour avoir écrit le livret de L'Orfeo (1607) de Claudio Monteverdi.
Ce travail est important car L'Orfeo est le véritable ancêtre de l'opéra moderne et Alessandro Striggio peut être considéré comme l'un des premiers librettistes d'opéra.
Il meurt de la peste le 14 juin 1630 après avoir observé plusieurs jours de quarantaine sur l'île de San Clemente avant de pouvoir entrer à Venise, dont il devait négocier le secours pour le compte de Mantoue assiégée par les troupes impériales. 